# CaixaForum w Madrycie

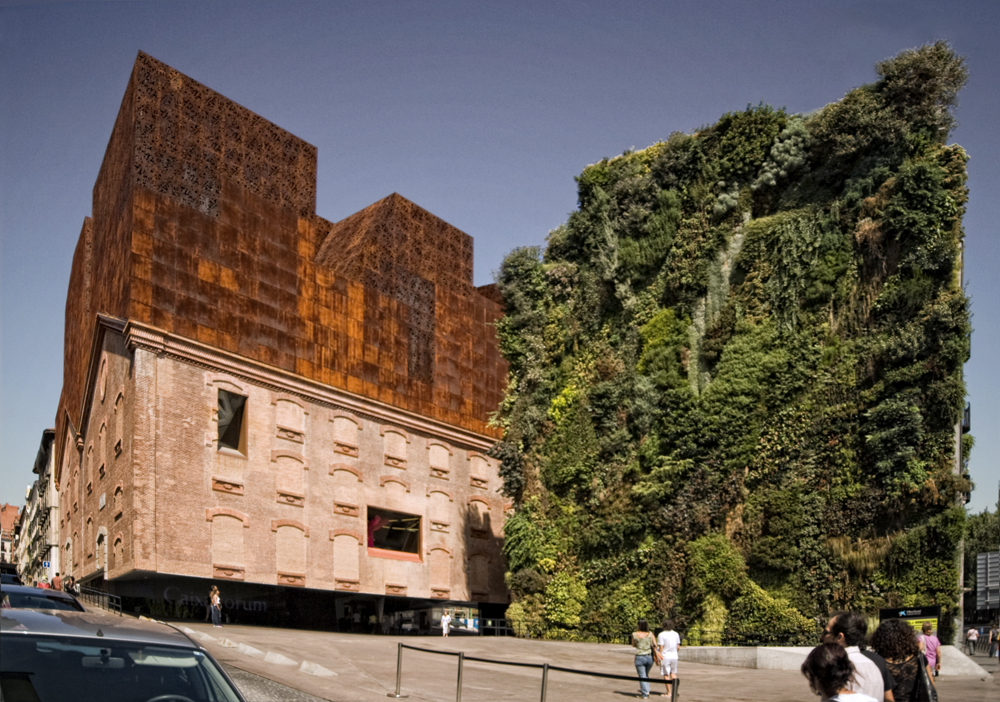
Budynek CaixaForum

CaixaForum to centrum kultury prowadzone przez Fundację „la Caixa”, znajdujące się przy Paseo del Prado w Madrycie. Zostało otwarte 13 lutego 2008 r. przez ówcześnie panującą parę królewską, Jana Karola i jego żonę Zofię, oraz prezesa la Caixa, pana Isidro Fainé.. 
Jest to budynek o konstrukcji zawieszonej, który łączy styl architektoniczny wczesnej ery przemysłowej początków XX w. ze współczesną awangardą. Budynek ten wsparty jest na 3 betonowych podstawach. Dach nad placem to struktura składająca się z wielu pochyłych powierzchni, która spełnia funkcję dolnej podpory belek dźwigowych tworzących strop pierwszego piętra. Powierzchnia całego budynku, wynosi łącznie 10 000 m², która podzielona jest na 7 poziomów: 2 poziomy w podziemiu mieszczą sale konferencyjne i szkoleniowe, parking oraz audytorium na 311 miejsc, które znajduje się dokładnie pod placem. Dojście na pierwsze piętro, gdzie zlokalizowany jest hol, zapewniają metalowe schody. Kondygnacja ta jest zawieszona i przymocowana za pomocą stalowych belek do metalowo-betonowej konstrukcji drugiego piętra oraz wsparta na bocznych podporach betonowych. Piętro drugie i trzecie, o strukturze betonowej, mieszczą sale wystawowe. Na czwartym piętrze, pod dachem, znajduje się kawiarnia, restauracja i pomieszczenia administracyjne. Dach składa się z metalowej, galwanizowanej konstrukcji, pokrytej płytami z kutego żelaza, z otworami okiennymi. Podziemne sale i audytorium pokryte są metalową siatką typu z metalu deployé, uformowaną pod ciśnieniem, która daje wrażenie struktury falującej i pełnej ruchu. Podłoga w holu wyłożona jest trójkątnymi płytkami ze stali nierdzewnej. Podłogi w foyer i audytorium wykonano z amerykańskiego drewna dębowego, a te w galeriach sztuki pokryte są posadzką wykonaną z jednolitej płyty. W południowej części placu znajduje się zielony mur, który pokrywa fasadę przylegającej budowli, nie opierając się o nią. Osadzonych jest na nim 15 000 roślin z 250 gatunków, posadzonych bez ziemi i wegetujących jedynie w oparciu o wodę i dostarczane składniki odżywcze.